# Ibaraki (Ibaraki)
Ibaraki (jap. 茨城町 Ibaraki-machi) ist eine Stadt (-machi) im Kreis (-gun) Ost-Ibaraki (Higashi-Ibaraki) der japanischen Präfektur (-ken) Ibaraki. Sie liegt im Zentrum etwas abseits der Küste von Ibaraki am Westufer des Brackwassersses Hinuma (涸沼), unmittelbar südlich der Hauptstadt Mito. Von Westen durch die Stadt fließt der Fluss (-gawa) Hinuma, der den See speist.
Gegründet wurde die Stadt Ibaraki 1955 durch den Zusammenschluss der Stadt Nagaoka, der Dörfer Kawane, Kaminoai aus dem Kreis Ost-Ibaraki und dem Dorf Numasaki aus dem Kreis Kashima. 1958 wurde auch das Dorf Ishizaki im Nordosten eingemeindet, wodurch die Stadt abgesehen von kleineren Grenzkorrekturen ihre heutige Ausdehnung erreichte.

## Persönlichkeiten
- Nagi Kawatani (* 2003), Fußballspieler